# 谢览
謝覽（470年代—510年代），字景滌，陳郡陽夏人，南朝齐、南朝梁官僚。
謝瀹之子。祖父谢庄，伯父谢飏、谢朏。娶齐明帝女錢塘公主，拜驸马都尉。任秘書郎、太子舍人。中兴元年（501年）十二月，蕭衍攻占都城建康。朝士王亮、王莹等数人作揖，自余皆拜，谢览此时年仅二十余，为太子舍人，亦长揖而已。意气闲雅，视瞻聪明。萧衍目送良久，对徐勉说：“觉此生芳兰竟体，想谢庄政当如此。”仍被欣赏。萧衍为大司马，召其补东阁祭酒，迁相国户曹。
天监元年（502年），南朝梁建国，谢览为中書侍郎，掌管吏部事務。謝覽容姿俱美、意气闲雅，为梁武帝蕭衍所重。武帝命侍中王暕和他写诗答赠，梁武帝赐给他诗：“双文既后进，二少实名家，岂伊尔栋隆，信乃俱国华。”母亲去世，谢览辞职服丧。丧除，任中庶子，再掌管吏部事務，任吏部郎，转任侍中。謝覧喜欢音乐、美酒，宴席上和散騎常侍蕭琛互相诋毁，御史上奏。武帝让谢览出任中权長史。掌管東宮記録，转任明威将軍、新安郡太守。
510年（天监九年）夏，山賊吴承伯攻下宣城郡，再入侵新安郡，与叛吏鮑叙合流，攻下黟县、歙县諸县，進兵攻击谢览。谢览派遣郡丞周興嗣在锦沙立坞作战，失败，放棄新安郡逃到会稽郡。中央軍镇压下山賊，谢览回到新安郡，左遷司徒諮議参軍、仁威長史、行南徐州事。后来转任五兵尚書、吏部尚書。
513年（天监十二年）春，谢览出任吴興郡太守。中書舍人黄睦之家居烏程，子弟专横，以前的太守折节对待黄氏。谢览未赴吴興郡，黄氏子弟来迎，謝覧逐去其船。相通黄氏的官吏也被杖罰，黄氏杜门不出，不敢干涉吴興郡。谢览在官任上去世。享年三十七岁，追贈中書令。子謝罕早逝。